# Нижний Енангск
Нижний Енангск — село, центр Енангского сельского поселения и Нижнеенангского сельсовета Кичменгско-Городецкого района Вологодской области.
Расположено при впадении реки Енанга в реку Юг. Расстояние до районного центра Кичменгского Городка по автодороге — 52 км. Ближайшие населённые пункты — Рудниково, Лаврово, Красная Гора, Терехино.

## История
В XVI — начале XVII века село называлось городком:

Волость Енанга, а в ней городок Енангский, рубленный на р. Югу.
— ПК Уст 1624, л. 422 об.
В XVIII веке Нижний Енангск стал селом.
C 1924 по 1928 год Нижний Енангск был центром Енангского района.
В селе проходила ярмарка, на которую приезжали за льном купцы с ткацких фабрик Костромы, Иванова, Владимира.
Продавали на ней также зерно, масло, творог.

## Промышленность
В 1920-е годы значительная часть жителей района занималась производством одежды и обуви, обработкой дерева.
В 1932 году в селе был открыт льнозавод для обработки льноволокна, производимого колхозами района.
В советское время в селе действовал леспромхоз, сейчас работает лесозаготовительное предприятие «Енангск-лес», на долю которого приходится 20 % от производства предприятиями района пиломатериалов.

## Воскресенская церковь
В начале XVII века была построена деревянная Воскресенская церковь. В 1792 году начала строиться тёплая приходская церковь. Позднее была построена двухэтажная белокаменная церковь со звонницей, позолоченными куполами и резной железной оградой. В церкви было много икон.
29 января 1932 года партийная организация Енангского сельсовета приняла решение «добиться в ближайшее время закрытия Енангской церкви и передачи её под мастерскую ремонта сельскохозяйственных машин и клуб».
Во время войны в церкви хранили зерно. После войны церковь была разобрана на стройматериалы.

## Население
| 2002 | 2010 |
| ---- | ---- |
| 863  | ↘644 |

По переписи 2002 года преобладающая национальность — русские (98 %).

## Образование и культура
В XIX веке при церкви работала церковно-приходская школа. В 1872 году была открыта Енангская одноклассная мужская школа, в 1890 — Енангско-Веселовская смешанная школа, в 1889 — Кузюгская одноклассная смешанная школа.
В 1902 году открылась Енангская второклассная учительская женская гимназия. В 1918 году она была объединена с церковно-приходской начальной школой и стала называться I-й Енангской советской единой трудовой школой II степени. Позже школа называлась Енангской ударной школой и Енангской семилетней школой.
В 1937 году было построено новое здание школы. В 1950-е годы число учеников доходило до тысячи. В 1960 году силами учеников было построено ещё одно деревянное здание школы. В 1980 году было построено кирпичное здание школы. С 2002 года школа называется Нижнеенангская средняя общеобразовательная школа. С 2003 года подразделения школы действуют в деревне Олятово и селе Слободка.
В Нижнем Енангске расположен детский сад «Буратино». В 2008 году его посещали 33 дошкольника.
В селе действует Дом культуры

## Социальная сфера
В селе расположены:
- Дом-интернат для престарелых и инвалидов на 27 человек[17].
- Участковая больница на 20 коек. Построена в 1980-х годах[18].
- Отделение почтовой связи[19].

В середине XX века в Нижнем Енангске работал детский дом.